# Hans Westerholt
Hans Westerholt (* 28. März 1906 in Bad Zwischenahn; † 22. August 1967 in Sanderbusch) war ein deutscher Politiker (DP, GDP, CDU).
Westerholt arbeitete zunächst als Einzelhandelskaufmann und war später als Buchhändler tätig. NSDAP-Mitglied war er seit dem 1. Mai 1937 (Mitgliedsnummer 5.274.155).
Nach dem Zweiten Weltkrieg trat er in die Deutsche Partei (DP) ein, wurde 1961 Mitglied der Gesamtdeutschen Partei (GDP) und wechselte in den 1960er-Jahren zur CDU über. Von 1952 bis 1967 amtierte er als Bürgermeister der Stadt Bad Zwischenahn. Vom 1. Februar 1967, als er für den Abgeordneten Clemens Pölking nachrückte, bis zum Ende der Legislaturperiode am 5. Juni 1967 war er Mitglied des Niedersächsischen Landtages (5. Wahlperiode).